# Černošice
Černošice (Cernositz o anche Tschernositz in tedesco) è una città ceca di 7 712 abitanti del distretto di Praha-západ, in Boemia Centrale.